# مدرسة الإسكندرية للطب

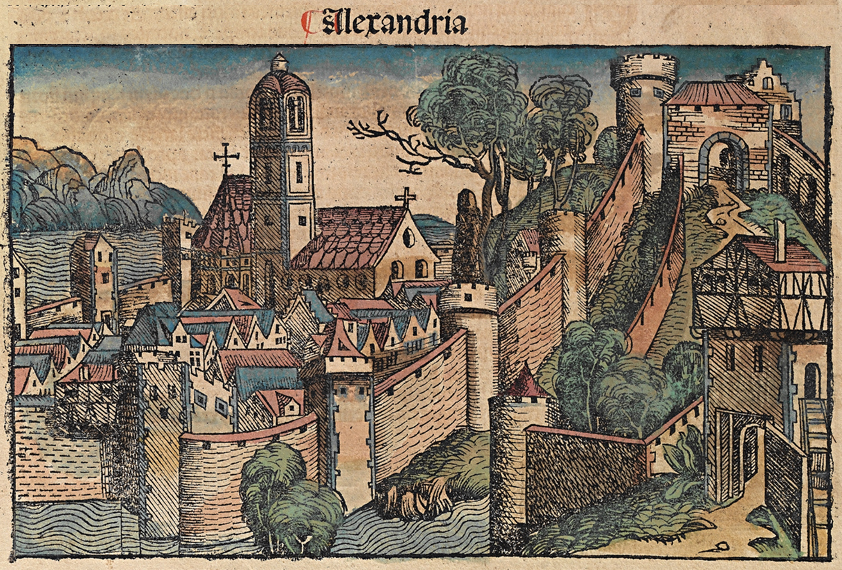
الإسكندرية هي المدينة التي تأسست فيها المدرسة التجريبية، والتي كانت تتطلب نجاح الأطباء وليس المعرفة النظرية.

تعد مدرسة الإسكندرية للطب واحدة من أقدم المؤسسات التعليمية التجريبية في تاريخ الطب الذي بدأ خلال الفترة الهلنستية في مدينة الإسكندرية قبل 311 قبل الميلاد. في الحقبة التاريخية، حيث قاموا بتوحيد جميع المذاهب الطبية المختلفة التي نشأت في الشرق والإسكندرية (كمدينة عالمية متزايده يقنطها سكان متعددوا الاعراق والديانات) في مصر، واندمجت في «كتلة مهمة من المعرفة» واطلقوا عليها المدرسة التجريبية الإسكندرية. مع نمو المدرسة الإسكندرية، فقد فقدت الكليات الطبية الأكثر تطورا في كنوسوس وفي كنيدوس مع مرور الوقت مكانتها وأهميتها.

## التاريخ

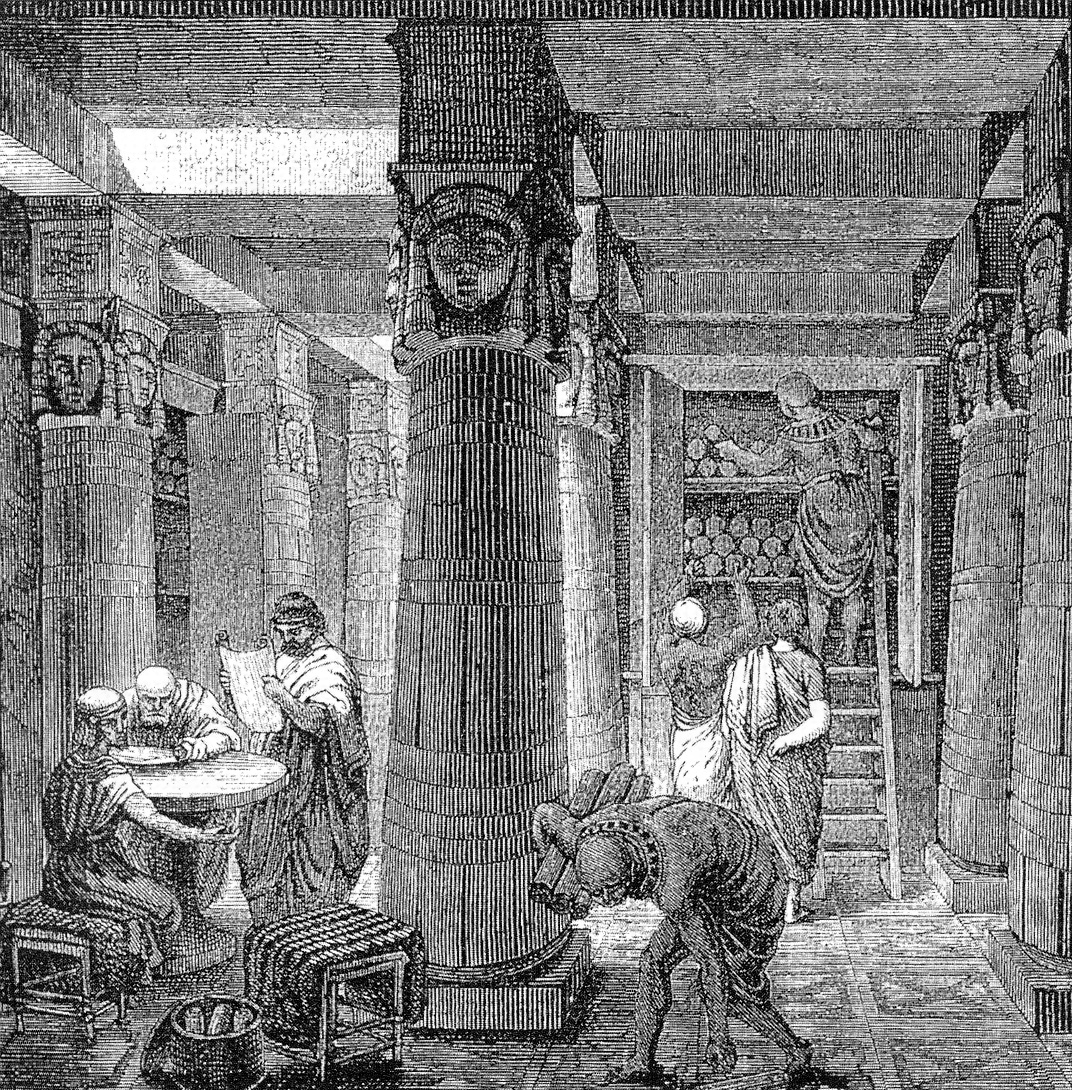
حيث كانت مكتبة ألكسندريكس كنزًا دفينًا لحوالي 700000 لفة مكتوبة (كنز كل المعرفة الانسانية حتى الان ، الاغنى في العالم)

قام الإسكندر الأكبر بالتخطيط لمدينة الإسكندرية اليونانية، عند مصب النيل، وأسسها في عام 331 قبل الميلاد، وتركّز فيها تيارات ثقافية من أماكن مختلفة: تصوف العقلانية الشرقية واليونانية، في مكتبة غنية، مع نحو 700 ألف لفة مكتوبة (كنز كل المعرفة الإنسانية حتى الآن، الاغنى في العالم).وهكذا كانت الإسكندرية بمدارسها جامعة من كل نوع كان فيها الكتاب والأطباء والعلماء والفلاسفة الأبرز في الفترة التاريخية.
لقد كان الإغريق القدامى يقدرون مصر إلى حد كبير ويرون فيها أرضاً غامضة، أرض خصبة للغاية تتمتع بالحكمة الخفية. في وقت ما، قاموا بتوحيد جميع المذاهب الطبية المختلفة التي نشأت في الشرق والإسكندرية (والتي أصبحت تشبه بشكل متزايد مدينة عالمية) في مصر، ودمجوها في كتلة واحدة عالمية حرجة من المعرفة. ففي مرحلة ما، وحدوا كل المذاهب الطبية المختلفة التي نشأت في الشرق والإسكندرية (والتي أصبحت تشبه على نحو متزايد مدينة عالمية) في مصر، ودمجوا في كتلة واحدة حاسمه من المعارف العالمية.
وفي الإسكندرية، أعطيت مكانه مرموقة لدراسة الطب. حيث تمت دراسة الأعمال الطبية لأبقراط وأرسطو وتم جمع أول «مجموعة أبقراط». تم تقديم فيها علم التشريح والدراسة المنهجية للجثث البشرية لأول مرة.

### تطوير علم التشريح وعلم وظائف الأعضاء
ومع تدهور العلم الطبي في اليونان القديمة إلى الانحلال السياسي وانتكاسات سياسية، تم تجديد العمل العلمي في هذا المجال، وخاصة في مجال التشريح: فقد تم القيام بالعديد من أقسام حول الجثث بل وحتى التشريح المحكوم عليهم بالإعدام.
كان هيروفيلوس وإيراسيستراتوس من اكثرالاطباء براعة في التشريح في مدرسة الإسكندرية.

### هيروفيلوس
وعلى الرغم من أن هيروفيلوس (حوالي 300 قبل الميلاد) يعتبر مؤسس علم التشريح الحقيقي، فانه أيضًا مناصر متعدد الاستخدامات لاستخدام الأدوية. حيث درس كل أعضاء الجسم تشريحيًا، واعتبر الدماغ مركزًا للأعصاب وحاملًا للروح.
ولم يكن هيروفيلوس مجرد تشريحي عظيم فحسب، بل وكان أيضاً واحداً من أعظم الأطباء في تلك المدرسة. كما يصف العديد من هياكل الدماغ، والتي يسميها أغلفة الدماغ، والضفيرة المشيمية وأربع حجرات دماغية.

### إيراسيستراتوس

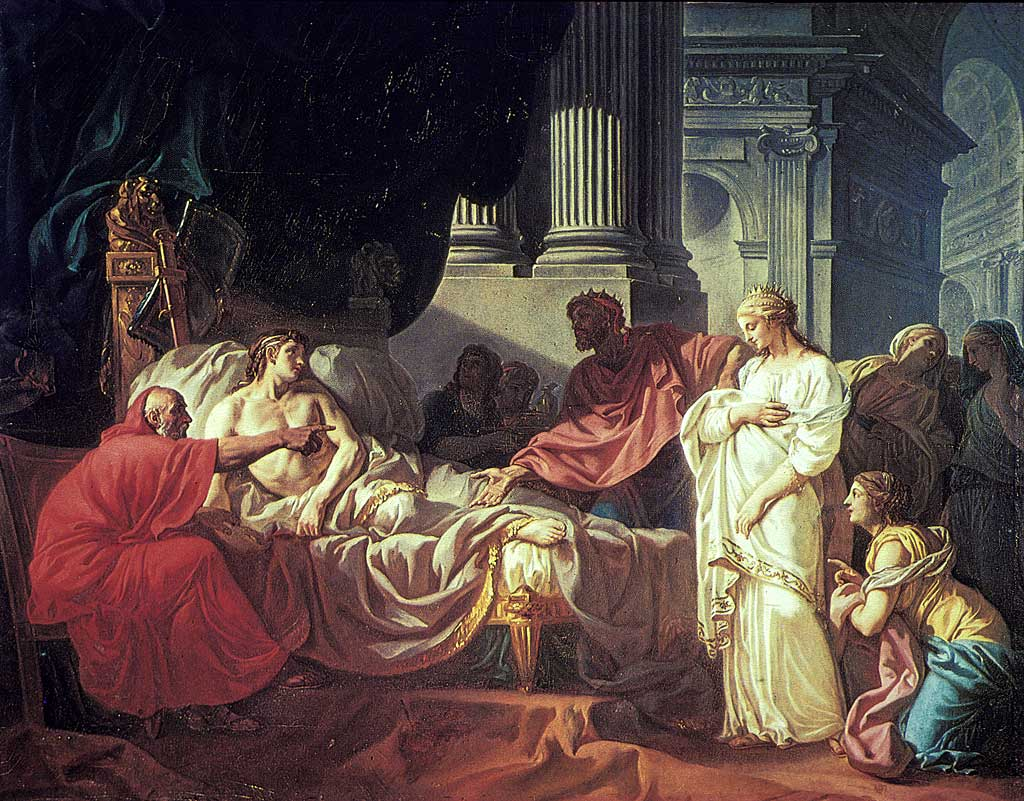
يكشف Erasistratus عن سبب المرض في Antiochus.

كان إيراسيستراتوس (304-250 قبل الميلاد)، الطبيب اليوناني الذي نشأ في أنطاكية، وكان عالما تشريحيا عظيمًا في تلك الحقبة، الذي وصف الهياكل التشريحية العديدة لجسم الإنسان. وكان شابًا معاصرًا لهيروفيلوس، وكان معه الممثل الرئيسي لكلية الطب في الإسكندرية.
فقد قام بعمل منهجي بتشريح الجثث، والمحكوم عليهم بالإعدام، وربما أيضا جثث الحيوانات الحية، وبالتالي طور علمياً في علم التشريح. حيث قام بوصف القلب وصماماته والأوعية الدموية والأعصاب والدماغ ومخرجات أعصاب المخ والأوعية اللمفاوية في الكبد .
ومع ذلك، فإن أعظم مزايا إيراسيستراتوس هي في مجال علم وظائف الأعضاء. وهو أول من وصف الوظائف الفسيولوجية لصمامات القلب البطينية بشكل دقيق. وفي ظل تأثير ديموقريطس من atomistics والمدرسة المشائية، حيث سعى إلى تفسير كل ظواهر الحياة بطريقة ميكانيكية بحتة. ومن ودهة نظره، ان هناك ثلاثة أجهزة عضوية تتصل بكائن حي بأكمله وتربطها به: الشرايين والأوردة والأعصاب. النَّفاس المائي الأول، والثاني لدم، والثالث لسائل العصب.
كما حاول أن يشرح المبادئ الميكانيكية للتنفس والهضم.ولقد أدرك الفارق الأول بين الأعصاب الحركية والحسية، و «ألقى» بتعلم أبقراط، ودعا إلى استخدام الأدوية الضعيفة.
رفض إيراسيستراتوس الخلط والباثولوجيا لـ «العصائر الأربعة»، انطلاقا من الرأي القائل بأن الأمراض كانت نتيجة لكثرة تراكم الدم أو نقصه في جزء من الجسم، مما أدى إلى عسر. وطبقاً له فإن هذا العدد الكبير من الناس عبارة عن وريد مليء بالدم، والذي يتدفق إلى الشرايين ويطرد السموم ميكانيكياً إلى هناك.
نظرًا إلى ان معظم هذه الأمراض، والتي اعتبرها إيراسيستراتوس ناتجة عن الإفراط في التغذية، واشار إلى ان عدم استخدام الكثير من الإفرازات ضد كثرة الدم كوظيفة.

### تطوير الجراحة وعلم الصيدلة
تؤدي مدرسة الإسكندرية إلى تطوير الجراحة وعلم الصيدلة. حيث يتم هناك اعداد الأدوية، ولكن في نفس الوقت يتم فحص السموم وإعداد الترياق.

### إنشاء مدرسة تجريبية
أدى ازدهار علم التشريح في مدرسة الإسكندرية إلى نتائج علمية لا تتماشى دائمًا مع فرضيات المدرسة العقائدية. ردا على العقيدة العقيمية، نشأ هذا المذهب في المدرسة الإسكندرية المسماة قبل 3 ميلادي. وهي مدرسة تجريبية تخلت عن الافتراضات والفلسفة والنظرية، واعتمادها فقط بالتجربة (التجريبية) باعتبارها الوسيلة الوحيدة لاكتساب العرفة الايجابية.

#### جلاوكو تارينسيو
ويجري حاليا تطوير المدرسة التجريبية في الإسكندرية بالتوازيعلى الرغم من أن أسلوب التعلم التجريبي لم يكتسب أهمية الا في القرن السابع عشر عندما سعى الأطباء بشكل متزايد إلى تحقيق النجاح في عملهم، بدلاً من المعرفة النظرية، فإننا نجد آثر هذا التدريس في أعمال أطباء مدرسة الإسكندرية. ومن بينها هو جلاوكو تارينسيو (1 قبل الميلاد)، والذي كان من الممكن ان يقال عنه رائد الطب القائم على الأدلة.
فهو يرى أن النتائج هي الأساس الذي يمكن الاعتماد عليها؛ فقد اكتسبت من خلال الخبرة الشخصية، أو خبرة الأطباء الآخرين، أو تشبيه مماثل حين لم يكن لديه بيانات سابقة للمقارنة من تجربته الشخصية أو خبرات الآخرين.
ومن أهم عظماء هذه المدرسة، أوريباسيوس (القرن السادس)، الذي كتب أعمالًا مجمعة عن الطب في سبعون كتابًا، وبولس الاجانيطي (القرن السابع، أبرز ممثلي البيزنطيين.

#### عيوب المدرسة التجريبية
وكانت المدرسة التجريبية قد انسلِقَت إلى جانبيها. وكان التخلي عن النظرية سبباً في انخفاض المستوى العلمي للطب، والذي بدأ يركز بشكل متزايد على المشاكل العملية فحسب. ولقد اختفى الارتباط بين علم وظائف الأعضاء وعلم الأمراض، وفي النهاية كانت العلامات الخارجية للمرض والأعراض فقط تشكل أهمية بالنسبة للطبيب في ذلك الوقت.

### مدير كلية طب الإسكندرية لعلم التنجيم الطبي
كانت بدايات علم التنجيم الطبي في أعمال الأطباء والفلاسفة في العصر اليوناني الإسكندري. ولكن قبل كل شيء الأطباء في كلية الطب بالإسكندرية، لجأوا إلى علم التنجيم وتقييمه باعتباره مهارة تساعد الإنسان بشكل كبير.
مع كل الاختلافات بين علم التنجيم والطب، والتي هي في الواقع مهارات - فنون (والطب في الواقع حتى القرن التاسع عشر). ويستند كلا المجالين إلى الملاحظة والخبرة وينطوي على جوانب نظرية وعملية. وإذا ما علمنا أن علم التنجيم هو أولاً وقبل كل شيء فرع من فروع التنجيم، فمن الواضح أن جزءاً واحداً على الأقل من الطب، أي علم التنجيم، قد يكون مرتبطاً بالتنجيم. ولكن إذا نظرنا إلى تاريخ الطب من جديد ثم بدأنا من الطب اليوناني، فسوف ندرك أن التنجيم عبر تاريخ الطب يشكل جزءاً كبيراً منه بالفعل (والذي يحترم العديد من القواعد الفلكية).